# Sylvia dohrni
Horizorhinus dohrni là một loài chim trong họ Sylviidae.